# 恵比寿西
恵比寿西（えびすにし）は、東京都渋谷区の町名。現行行政地名は恵比寿西一丁目および恵比寿西二丁目。住居表示実施済区域。

## 地理
東京都渋谷区・渋谷地域の南部に位置する。町域の南は恵比寿南と東京都道416号古川橋二子玉川線（駒沢通り）を境に接している。西は猿楽町が接し、槍ヶ崎交差点では駒沢通りと旧山手通りが合流する地点となる。槍ヶ崎交差点のすぐ西は目黒区となる（恵比寿西とは直に接していない）。南東側には恵比寿駅と、西部には代官山駅が接する場所で、住宅や店舗などがある。渋谷警察署（所在地：渋谷）・渋谷消防署（所在地：神南）の管轄内に当たる。

### 地価
住宅地の地価は、2025年（令和7年）1月1日の公示地価によれば、恵比寿西2-20-7の地点で349万円/m2となっている。渋谷区の住宅地の中で一番地価が高い。

## 歴史
1960年（昭和35年）、それまでの渋谷区下通四丁目・同五丁目・公会堂通・長谷戸町・衆楽町・代官山町などから成立した。

### 住居表示実施前後の町名の変遷
| 実施後         | 実施年月日   | 実施前（各町名ともその一部）                                         |
| -------------- | ------------ | -------------------------------------------------------------------- |
| 恵比寿西一丁目 | 1970年1月1日 | 恵比寿西2の全域、恵比寿西1、下通5、長谷戸町、八幡通3、衆楽町の各一部 |
| 恵比寿西二丁目 | 1970年1月1日 | 恵比寿西2の全域、恵比寿西1、下通5、長谷戸町、八幡通3、衆楽町の各一部 |

## 世帯数と人口
2024年（令和6年）12月1日現在（渋谷区発表）の世帯数と人口は以下の通りである。
| 丁目           | 世帯数    | 人口    |
| -------------- | --------- | ------- |
| 恵比寿西一丁目 | 1,322世帯 | 2,069人 |
| 恵比寿西二丁目 | 1,345世帯 | 2,257人 |
| 計             | 2,667世帯 | 4,326人 |

### 人口の変遷
国勢調査による人口の推移。
| 年                 | 人口  |
| ------------------ | ----- |
| 1995年（平成7年）  | 4,170 |
| 2000年（平成12年） | 4,019 |
| 2005年（平成17年） | 3,895 |
| 2010年（平成22年） | 4,070 |
| 2015年（平成27年） | 4,121 |
| 2020年（令和2年）  | 4,613 |

### 世帯数の変遷
国勢調査による世帯数の推移。
| 年                 | 世帯数 |
| ------------------ | ------ |
| 1995年（平成7年）  | 2,037  |
| 2000年（平成12年） | 2,081  |
| 2005年（平成17年） | 2,213  |
| 2010年（平成22年） | 2,514  |
| 2015年（平成27年） | 2,571  |
| 2020年（令和2年）  | 2,946  |

## 学区
区立小・中学校に通う場合、学区は以下の通りとなる（2023年3月時点）。
| 丁目           | 番地           | 小学校                  | 中学校             |
| -------------- | -------------- | ----------------------- | ------------------ |
| 恵比寿西一丁目 | 全域           | 渋谷区立長谷戸小学校    | 渋谷区立鉢山中学校 |
| 恵比寿西二丁目 | 1〜4番 6〜20番 | 渋谷区立長谷戸小学校    | 渋谷区立鉢山中学校 |
| 恵比寿西二丁目 | 5番 21番       | 渋谷区立猿楽小学校（※） | 渋谷区立鉢山中学校 |

- （※）二丁目21番に限り、調整区域により渋谷区立長谷戸小学校への変更が可能。

## 事業所
2021年（令和3年）現在の経済センサス調査による事業所数と従業員数は以下の通りである。
| 丁目           | 事業所数    | 従業員数 |
| -------------- | ----------- | -------- |
| 恵比寿西一丁目 | 735事業所   | 8,154人  |
| 恵比寿西二丁目 | 441事業所   | 3,519人  |
| 計             | 1,176事業所 | 11,673人 |

### 事業者数の変遷
経済センサスによる事業所数の推移。
| 年                 | 事業者数 |
| ------------------ | -------- |
| 2016年（平成28年） | 1,115    |
| 2021年（令和3年）  | 1,176    |

### 従業員数の変遷
経済センサスによる従業員数の推移。
| 年                 | 従業員数 |
| ------------------ | -------- |
| 2016年（平成28年） | 10,996   |
| 2021年（令和3年）  | 11,673   |

## 施設
- 渋谷区立長谷戸小学校
- 渋谷区立恵比寿区民会館
- 恵比寿公園
- 渋谷区立恵比寿保育園
- 劇団ひまわり 本部
- ユマニテ
- シマダヤ本社
- スターダストプロモーション
- みずほ銀行恵比寿研修会館
- 日本キリスト改革派教会東京恩寵教会

## 史跡
- 恵比寿神社

## 交通

### 鉄道
- 東京メトロ日比谷線 ○恵比寿駅 - 出入口が設けられている。（所在地：恵比寿南）
- 東急東横線 ■代官山駅 - 出入口が設けられている。（所在地：代官山町）

### バス
- 東急バス
  - 恵32系統：恵比寿駅と用賀駅を結ぶ路線。町域内に下通り五丁目停留所。
  - 渋71系統：渋谷駅と洗足駅を結ぶ路線、町域からは少し外れるが利用可能。
  - 東急トランセ代官山循環：町域からは外れるが代官山駅西口から利用可能。

## その他

### 日本郵便
- 郵便番号 : 150-0021[3]（集配局 : 渋谷郵便局[15]）。